# Nijel Amos
Nijel Carlos Amilfitano Amos (Marobela, 15 marzo 1994) è un mezzofondista botswano, specializzato negli 800 metri piani, disciplina di cui è stato campione mondiale juniores e vicecampione olimpico a Londra 2012 Nel luglio 2022, Nijel Amos è stato provvisoriamente sospeso per doping, pochi giorni prima dell'apertura dei Campionati del Mondo a Eugene, negli Stati Uniti. Nijel Amos è risultato positivo per un modulatore metabolico...

## Record nazionali
Seniores
- 800 metri piani: 1'41"73 ( Londra, 9 agosto 2012)

## Progressione

### 800 metri piani
| Stagione | Tempo   | Luogo   | Data      | Rank. Mond. |
| -------- | ------- | ------- | --------- | ----------- |
| 2018     | 1'42"14 | Monaco  | 20-7-2018 | 2º          |
| 2017     | 1'43"18 | Londra  | 9-7-2017  | 2º          |
| 2016     | 1'44"66 | Londra  | 22-7-2016 | 20º         |
| 2015     | 1'42"66 | Monaco  | 17-7-2015 | 2º          |
| 2014     | 1'42"45 | Monaco  | 18-7-2014 | 1º          |
| 2013     | 1'44"71 | Losanna | 4-7-2013  | 26º         |
| 2012     | 1'41"73 | Londra  | 9-8-2012  | 2º          |
| 2011     | 1'47"28 | Lilla   | 9-7-2011  | 162º        |

## Palmarès
| Anno | Manifestazione          | Sede           | Evento      | Risultato  | Prestazione | Note                                   |
| ---- | ----------------------- | -------------- | ----------- | ---------- | ----------- | -------------------------------------- |
| 2011 | Campionati africani U20 | Gaborone       | 800 m piani | Bronzo     | 1'47"38     | Miglior prestazione nazionale under 20 |
| 2011 | Mondiali U18            | Lilla          | 800 m piani | 5º         | 1'47"28     | Miglior prestazione nazionale under 20 |
| 2012 | Campionati africani     | Porto-Novo     | 800 m piani | Batteria   | dns         |                                        |
| 2012 | Campionati africani     | Porto-Novo     | 4×400 m     | Finale     | dq          |                                        |
| 2012 | Mondiali U20            | Barcellona     | 800 m piani | Oro        | 1'43"79     | Record dei campionati                  |
| 2012 | Giochi olimpici         | Londra         | 800 m piani | Argento    | 1'41"73     | Miglior prestazione nazionale under 20 |
| 2013 | Universiadi             | Kazan'         | 400 m piani | Batteria   | dnf         |                                        |
| 2013 | Universiadi             | Kazan'         | 800 m piani | Oro        | 1'46"53     |                                        |
| 2014 | Giochi del Commonwealth | Glasgow        | 800 m piani | Oro        | 1'45"18     |                                        |
| 2014 | Campionati africani     | Marrakech      | 800 m piani | Oro        | 1'48"54     |                                        |
| 2014 | Campionati africani     | Marrakech      | 4×400 m     | Oro        | 3'01"89     | Record nazionale                       |
| 2015 | Mondiali                | Pechino        | 800 m piani | Semifinale | 1'47"96     |                                        |
| 2015 | Mondiali                | Pechino        | 4×400 m     | Batteria   | 2'59"95     | Record nazionale                       |
| 2015 | Giochi panafricani      | Brazzaville    | 800 m piani | Oro        | 1'50"45     |                                        |
| 2015 | Giochi panafricani      | Brazzaville    | 4×400 m     | Argento    | 3'00"95     |                                        |
| 2016 | Campionati africani     | Durban         | 800 m piani | Oro        | 1'45"11     |                                        |
| 2016 | Giochi olimpici         | Rio de Janeiro | 800 m piani | Batteria   | 1'50"46     |                                        |
| 2017 | Mondiali                | Londra         | 800 m piani | 5º         | 1'45"83     |                                        |
| 2017 | Mondiali                | Londra         | 4×400 m     | Batteria   | 3'06"50     |                                        |
| 2018 | Giochi del Commonwealth | Gold Coast     | 800 m piani | 8º         | 1'48"45     |                                        |
| 2018 | Campionati africani     | Asaba          | 800 m piani | Oro        | 1'45"20     |                                        |
| 2018 | Campionati africani     | Asaba          | 4×400 m     | Finale     | dnf         |                                        |
| 2021 | Giochi olimpici         | Tokyo          | 800 m piani | 8º         | 1'46"41     |                                        |

## Altre competizioni internazionali
2014
- Oro in Coppa continentale ( Marrakech), 800 m piani - 1'44"88
- Vincitore della Diamond League nella specialità degli 800 m piani (14 punti)
- Oro al Prefontaine Classic ( Eugene), 800 m piani - 1'43"63

2015
- Vincitore della Diamond League nella specialità degli 800 m piani (16 punti)
- Argento all'Herculis ( Monaco), 800 m piani - 1'42"66
- Oro ai London Anniversary Games ( Londra), 800 m piani - 1'44"57

2017
- Vincitore della Diamond League nella specialità degli 800 m piani
- Oro ai London Anniversary Games ( Londra), 800 m piani - 1'43"18

2018
- Bronzo in Coppa continentale ( Ostrava), 800 m piani - 1'46"77
- Oro all'Herculis ( Monaco), 800 m piani - 1'42"14

2019
- Oro all'Herculis ( Monaco), 800 m piani - 1'41"89